# Fairey Rotodyne
Фейрі Ротодайн (англ. англ. Fairey Rotodyne) — британський гвинтокрил, розроблений фірмою Fairey Aviation Company. Призначався для цивільного і військово-транспортного використання. Пройшов успішні випробування у 1957—1959. Програма закрита у 1962.

## Конструкція
Гвинтокрил був оснащений чотирилопатевим несним ротором і коротким крилом літакового типу, на якому монтувалися два турбогвинтові двигуни з тягнучими гвинтами. Привід несного ротора - реактивний, за допомогою двигунів на закінцівках лопатей, куди подавалося паливо і стиснене повітря від компресора. Привід ротора використовувався тільки в вертолітному режимі - для вертикального зльоту, посадки і висіння: на крейсерському режимі польоту ротор обертався в режимі авторотації. Пропульсивну тягу в цьому разі створювали тягнучи повітряні гвинти.
Силова установка гвинтокрила представляла собою два ТВД Napier Еланд N.E.L.3, по одному на кожному крилі. Ці двигуни приводили в обертання тягнучи гвинти, а також використовувалися для приводу несного ротора. На зльоті та посадці потужність від двигунів через муфту передавалася на компресор, виробляючи стиснене повітря. Стиснене повітря, в свою чергу, через систему трубопроводів подавалося до реактивних двигунів на закінцівках лопатей, де змішувалося з паливом і згорало, створюючи тягу для розкрутки ротора. Такий привід забезпечував відсутність реактивного моменту несного ротора, що дозволило відмовитися від системи його компенсації. Для управління по рисканню на малих швидкостях і висінні використовувалася диференціальна зміна кроку тягнучих гвинтів. Після вертикального зльоту проводився набір горизонтальної швидкості, потім (на швидкості близько 60 миль на годину) привід несного ротора відключався і вся потужність передавалася на тягнучи повітряні гвинти. Органи управління в кабіні були подібні вертолітним: ручка циклічного кроку, ручка загального кроку і педалі шляхового управління.

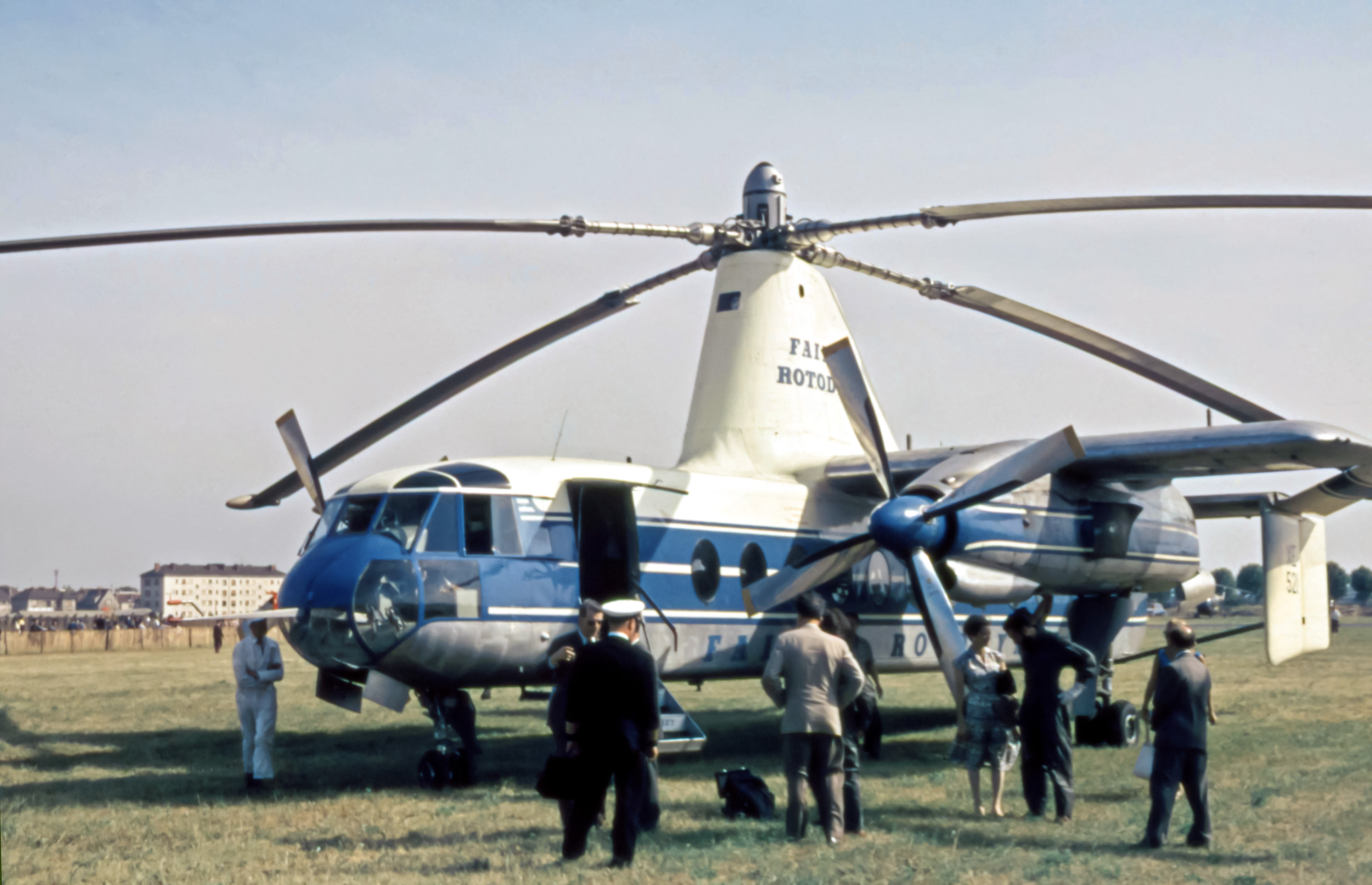
Прототип у 1959

## Розробка і випробування
Попередником даного гвинтокрила був Fairey FB-1 Gyrodyne — перший літальний апарат виконаний за схемою гвинтокрила (гвинтокрил можна вважати комбінацією вертольота і автожиру). Експериментальний FB-1 встановив світовий рекорд швидкості в своєму класі в 1948, але після катастрофи з загибеллю пілота конструкція була змінена на користь установки несного ротора з реактивним приводом. Другий апарат FB-1 Jet Gyrodyne був уже оснащений таким ротором, а також двома двигунами для створення горизонтальної тяги.
Компанія Fairey досліджувала різні варіанти компоновки гіродінов, і в 1954 британське Міністерство Постачання уклало з компанією контракт на будівництво експериментального зразка (серійний номер XE521).
Перший успішний перехід з вертикального в горизонтальний політ і назад апарат здійснив 10 квітня 1958. П'ятого січня 1959 Rotodyne встановив світовий рекорд швидкості в класі конвертопланів — 307,2 км/год на замкнутому маршруті в 100 км. Крім значної швидкості, апарат показав перевагу і в плані безпеки: він міг виконувати стійке висіння при одному непрацюючому двигуні з зафлюгованим гвинтом. Прототип зробив кілька посадок в режимі автожиру з вимкненим приводом несного ротора. Реактивний привід ротора і в цілому компоновка апарату забезпечували значні переваги апарату перед вертольотами, зокрема - швидкість горизонтального польоту до 324 км / год, що безумовно перевершувало швидкості вертольотів того часу.
В описуваний період часу серед авіаперевізників зріс інтерес до повітряних перевезень з доставкою пасажирів безпосередньо в центр міст, минаючи завантажені заміські аеропорти. Апарат Rotodyne міг вертикально злітати з вертолітного майданчика в межах міста, потім, вимкнувши привід ротора, переходити в горизонтальний політ зі швидкістю близько 280-300 км/год (наприклад, виконуючи рейс з Лондона в Париж) і виконувати вертолітну посадку в пункті призначення на аналогічному вертолітному майданчику. У крейсерському режимі, за рахунок авторотації ротора, його загальний крок міг бути малим, що знижувало опір, а 50% підйомної сили створювалося крилом. Гвинтокрил справив добре враження на потенційних замовників. Апарат демонструвався і здійснював польоти на авіасалонах в Парижі і Фарнборо. На випробуваннях гвинтокрил перевозив вантажі на зовнішній підвісці. Було виконано декілька польотів над Лондоном зі злетом і посадкою на вертолітному майданчику Battersea Heliport в центрі міста.
Авіакомпанія British European Airways висловила готовність придбати шість гвинтокрилів з перспективою до двадцяти, чим у великій мірі сприяла розвитку проекту (слід сказати, що ВЕА висунули умови покупки — вдосконалення прототипу в сторону підвищення вантажопідйомності, швидкості і ряду інших параметрів). Королівські ПС Великої Британії замовили 12 машин у військово-транспортному виконанні, компанія New York Airways — п'ять апаратів, армія США — 200 (планувалося ліцензійне виробництво на заводі Kaman Helicopters в Блумфілді). Інтерес висловили представники Канади та Японії. Однак у цей же час знайшовся і недолік апарату, який знизив його привабливість для цивільних авіаперевізників — висока гучність ротора з реактивним приводом. Цей недолік був значним, враховуючи нормативи по шуму для апарату, що експлуатується з вертолітних майданчиків в місті.

## Закриття проекту
У 1959 уряд Великої Британії, з метою зниження витрат, скоротив число підрядників на виробництво авіатехніки, що, в свою чергу, змусило багатьох виробників зливатися з іншими фірмами і утворювати більші підприємства. Компанія Fairey Aviation (яка була тоді підрозділом Bristol), і компанія Saunders-Roe увійшли до складу Westland. Це призвело до труднощів у виробництві двигунів для гвинтокрила. В останній конфігурації (модель Y, замовник — BEA) гвинтокрил Rotodyne повинен був оснащуватися ТВД Rolls-Royce Tyne (5,250 к.с./3,910 кВт), перевозити 57-75 пасажирів або вантаж близько 8 тонн з крейсерською швидкістю 370 км/год. Було обіцяно урядове фінансування на суму близько 5 млн фунтів стерлінгів. Однак по ряду причин королівські ПС Великої Британії відмовилися від закупівлі апарату. Одночасно з'явилися проблеми з силовою установкою: двигуни Tyne не забезпечували достатньої потужності для апарату із збільшеною швидкістю і вантажопідйомністю, а компанії Rolls-Royce було відмовлено в необхідному, на думку компанії, фінансування цієї частини програми і запропоновано виробляти конструкторські вишукування по новим двигунам за власний рахунок . В цей же час з'ясувалося, що, незважаючи на деякі успіхи розробника, гучність реактивного несного ротора не вдалося знизити до прийнятних (для міської експлуатації) меж.
Остаточну крапку в долі Rotodyne поставила відмова компанії BEA від закупівель апарату. За відсутності цивільних і військових замовлень урядове фінансування програми було припинено на початку 1962. Безпосередньо за цим розробник, компанія Westland, закрила програму Rotodyne.

## Льотно-технічні характеристики (модель Y)
Екіпаж: 2
Місткість: 48 (у перспективі до 75) пасажирів
Довжина: 17,9 м
Висота: 6.76 м
Діаметр несного гвинта: 27.4 м
Навантаження гвинта: 25 кг/м²
Площа, яку ометає несний гвинт: 591 м²
Злітна вага: 15,000 кг, максимальна − 17,000 кг
Силова установка:
4× реактивних двигуна на закінцівках лопатей нестного ротора
2× ТВД Napier Eland, кожний 2,800 к.с. (2,100 кВт)
Максимальна швидкість: 343 км/год
Дальність: 830 км